# Gregor Strniša
Gregor Strniša [grêgor stərníša], slovenski pesnik, dramatik in tekstopisec, * 18. november 1930, Ljubljana, † 23. januar 1987, Ljubljana, Slovenija.

## Življenje
Gregor Marija Strniša se je rodil Gustavu in Alojziji (rojena Palouc) kot četrti otrok. Strniševa mati je bila sodna uradnica, oče Gustav Strniša (1887–1970) pesnik, mladinski pisatelj, uslužbenec na sodišču, igralec v Ljubljani in Mariboru ter svobodni književnik. Gregor je očetu ilustriral tri knjižice za otroke: Ribo Feroniko, Slike in Pravljice. Med letoma 1937 in 1941 je v Ljubljani obiskoval osnovno šolo. 
Šolanje je nadaljeval na klasični gimnaziji. Maja 1949 je bil aretiran skupaj z mamo in očetom, v avgustu na sodnem procesu obsojen zaradi pomoči pobeglim političnim emigrantom in izdajanja državnih skrivnosti. 5. oktobra je bil obsojen najprej na dve leti odvzema prostosti in izgubo državljanskih pravic. Po pritožbi so ga obsodili na štiri leta prisilnega dela, ki ga je, kljub že ob rojstvu poškodovani desni roki, pogumno opravljal. V zaporu je poskusil narediti samomor. V zadnjem obdobju v taborišču je začel že povsem resno in zavestno z literarnim ustvarjanjem. Pogojno je bil izpuščen junija 1951, istega leta je bil oproščen služenja vojaščine kot stalno nesposoben zaradi roke in slabega vida. Po maturi 1952 se je vpisal na germanistiko Filozofske fakultete v Ljubljani, kjer je leta 1961 diplomiral iz angleščine in nemščine ter prejel študentsko Prešernovo nagrado. Med študijem je obiskoval predavanja iz akadologije (osnove sumerskega in asirsko-babilonskega jezika) in hebrejščine. Leta 1957 je bil med ustanovitelji Revije 57 in bil vključen v delo uredniškega odbora. Po končanem študiju se ni zaposlil, ampak je ostal svobodni književnik vse do smrti. Leta 1963 je spoznal Svetlano Makarovič, ki je nastopala v prvih uprizoritvah njegovih poetičnih dram in mu pomagala pri pisanju popevkarskih besedil. V njeni poeziji je po letu 1964 opazen močan Strnišev vpliv.
Z denarjem od avtorskih honorarjev je leta 1963 odkupil lastno zaplenjeno hišo v Rožni dolini. Leta 1967 je prejel prvo večje priznanje z uvrstitvijo v antologijo Slovenska lirika (1945–1965).
Leta 1974 se je poročil s Theo Skinder in šest let kasneje se jima je rodila hčerka Erna. Leta 1985 se je kot kandidat za Fulbrightovo štipendijo pripravljal na odhod v ZDA. Ker ni maral potovanj, je odhod najprej preložil na jesen 1986, potem pa je njegova dokumentacija obtičala v Beogradu. Tega ni nikoli izvedel. Ljubljano je sicer le redko zapustil.
Istega leta je dobil Prešernovo nagrado za "zaokrožen pesniški opus".
Leta 1987 je umrl. Vzrok smrti je bila odpoved srca zaradi deliričnosti, oslabelosti in telesne izčrpanosti. Večkrat se je zdravil zaradi depresije in dipsomanije, oblike alkoholne odvisnosti, kjer se obdobja čezmernega popivanja izmenjujejo z obdobji treznosti.
Za svoje delo je prejel nagrado Prešernovega sklada (1964), Župančičevo (1974) in Prešernovo nagrado (1986), nagrado Sterijevega pozorja in druge pa je zavrnil. Posmrtno so mu podelili prvi Kristal Vilenice (1987).

## Delo
Svoje pesmi je začel objavljati že s svojimi 12 leti v mladinskem mesečniku Naš rod. Najbolj aktiven je bil v 60. in 70. letih. Mlajši rod pesnikov je naredil močan premik v intimizem, ki so jim sledili modernisti, pod vplivom filozofije eksistencializma, ob Strniši še Dane Zajc, Veno Taufer, Dominik Smole, Saša Vegri idr. Zanimala jih je psiha malega mestnega človeka. Teme in motivi so absurd, odtujenost, razčlovečenje, iskanje smisla, smrt. Izražajo besen odpor in obup, želijo osmisliti svoje občutenje groze. Ta poezija je nastajala kot posledica vojnih travm, kot odraz povojnega dogajanja, kot reakcija na porabniško družbo in njene konflikte s kulturo. Jezik je pogosto neestetski, nelogičen in težje razumljiv. Zavračajo skladenjska in pravopisna pravila, trgajo stavke in osvobajajo verz.

### Strniševa poetika
Njegove pesmi so oblikovno stroge, po navadi v tri- in štirivrstičnih kiticah, namesto rime je uporabljal asonanco. Teme njegovih del so bivanjske, ukvarja se z obsedenostjo, trpljenjem, smrtjo, življenjem na robu propada, blaznostjo. V vseh delih je prisotna metafizika vesoljstva, ki se postavlja nasproti antropocentrizmu. Človek ni središče sveta, je le del vesoljstva (Mozaiki, 1959); sam pravi temu kozmična zavest. Človekov svet na zemlji je le eden od svetov, ki se človeku razodevajo, obstaja pa jih še veliko več. Skrajno stopnjo v kozmičnem območju delovanja predstavlja zbirka Oko (1974). Opira se na antične mite, srednjeveške zgodbe in pravljične like. Uvrščajo ga v strujo postsimbolistov.
Pisal je poetične drame.

### Popevke
Skoraj dvajset let je pisal besedila za zabavno glasbo in leta 1962 prejel nagrado za najboljše besedilo na 1. festivalu Slovenske popevke na Bledu za besedilo pesmi Zemlja pleše. K temu pisanju ga je pripravil sošolec Jure Robežnik, s katerim sta naredila kar nekaj popevk. Marijanca Vojnovič pripoveduje: "Dvignil je slovensko popevko na raven, ki je dandanašnja glasba ne dosega. Ne samo kot pesnik in dramatik, tudi s popevkami je veliko prispeval k splošni kulturi naroda." Strniša je besedila pisal tudi zaradi zaslužka. O tem pripoveduje Majda Sepe: "Ko je začel pisati besedila, je bil v finančni stiski, ni mogel prav veliko objavljati in zaslužiti." Griška, tako so ga klicali, je največ pisal v začetku šestdesetih. Pisanje besedil je zaradi pomanjkanja programa v slovenščini spodbudil Radio Ljubljana. Sprva so prevajali tuje hite. "V tem je bil Griška pravi mojster," se spomni Sepetova. Obvladal je rime, govoril je angleško in nemško, razumel italijansko, zato je prevajal vse. "Znal je pisati pesmi in misli voditi prav tudi v butastih tekstih." In še Majdina anekdota: "Leta 1962 sem posnela Come fly with me Franka Sinatre, fajn štikelc o nekem pilotu, ki se z dekletom vrne na zemljo, stopi v sobo ... in 'make a pizza'. Takrat se nam še sanjalo ni, kaj je to pica. Zmazali smo se kar tako, da 'ostaneva tukaj'. Tako smo bili izobraženi, vse smo vedeli, ko si mlad, seveda vse veš, ampak tega pa nismo vedeli, kaj je pica." Pesem, ki jo Majda omenja, je sicer It's Nice To Go Trav'ling s plošče Come Fly With Me in govori o paru, ki potuje okrog sveta in potem on predlaga njej, da gresta domov in spečeta pico.
Uspešne so postale marsikatere popevke: Bele ladje, Ne prižigaj luči v temi, Na Zmajskem mostu, Spominčica, Na Ljubljanskem gradu, Vagabund, Lonec brez medu, Leti, leti lastovka, Utrinek, Na vrhu nebotičnika (pogosto napačno naslovljena kot Mala terasa), Ko boš prišel, zmeraj prinesi mi rože, Zemlja pleše ...
Strniša je napisal okoli štiristo besedil za popevke, šansone in narodnozabavne skladbe.